# Fallbach
Fallbach osztrák község Alsó-Ausztria Mistelbachi járásában. 2021 januárjában 802 lakosa volt. 

## Elhelyezkedése

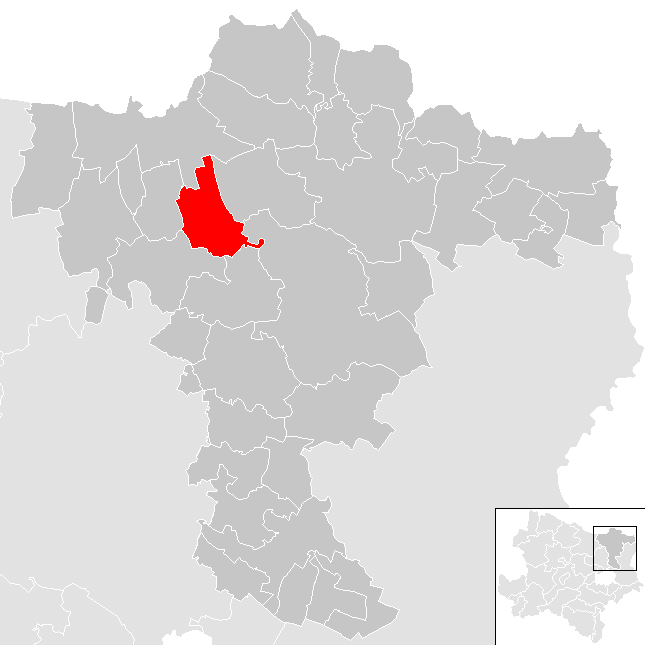
Fallbach a Mistelbachi járásban

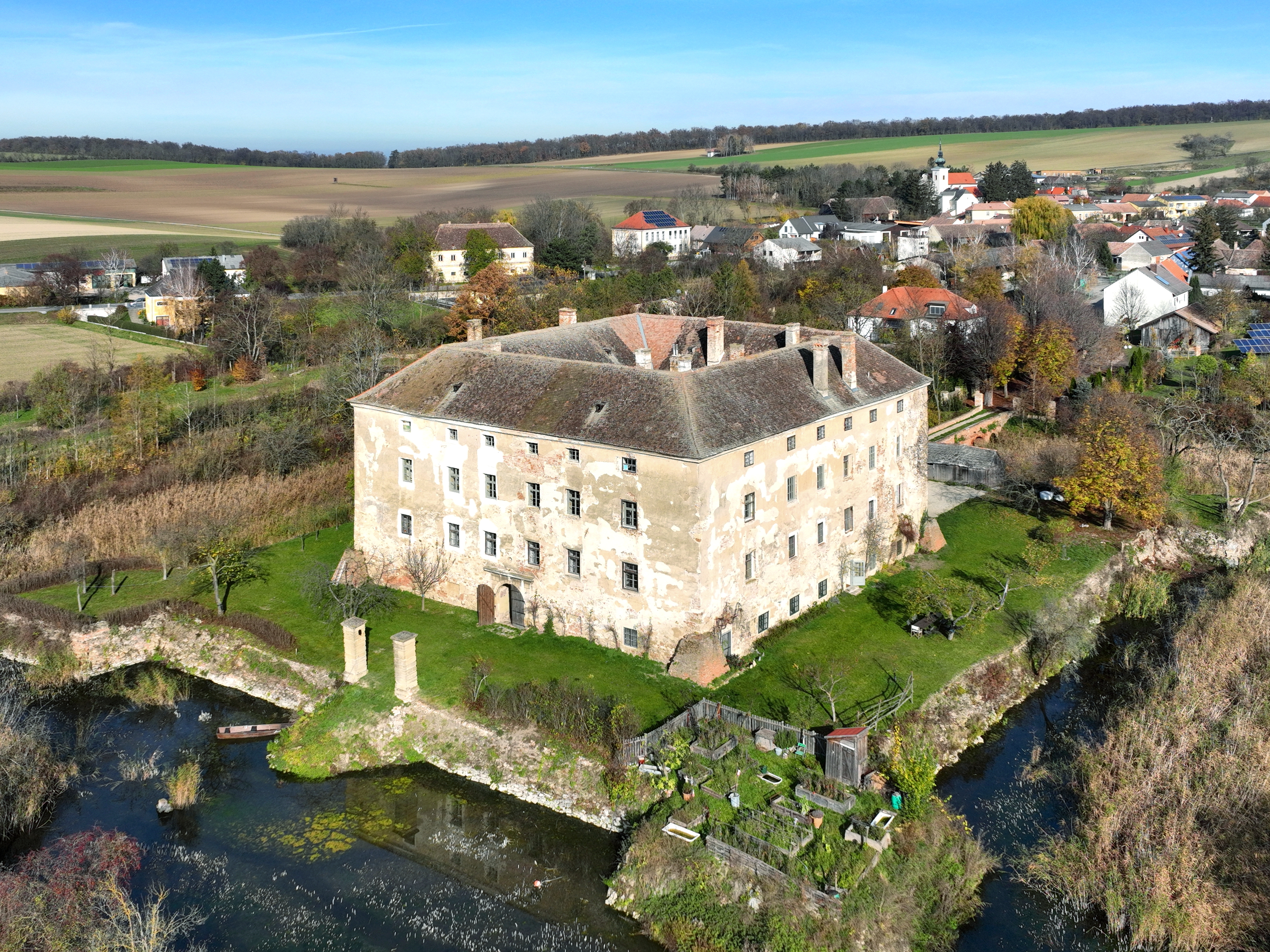
A hagenbergi kastély

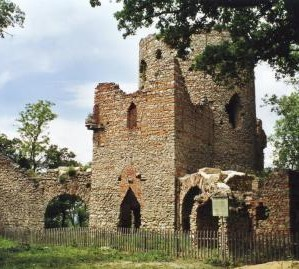
Hanselburg várának romjai

Fallbach a tartomány Weinviertel régiójában fekszik a Weinvierteli-dombságon, a Fallbach patak mentén. Területének 22,1%-a erdő, 70,2% áll mezőgazdasági művelés alatt. Az önkormányzat 5 települést, illetve településrészt egyesít: Fallbach (178 lakos 2021-ben), Friebritz (35), Hagenberg (192), Hagendorf (199) és Loosdorf (198).
A környező önkormányzatok: északra Laa an der Thaya, keletre Staatz, délkeletre Mistelbach, délre Asparn an der Zaya, délnyugatra Gnadendorf, nyugatra Gaubitsch.

## Története
Fallbach 1147-ben már önálló egyházközséggel rendelkezett. Neve eredetileg Valwa volt, ami a feltételezések szerint a magyar falva szóból származik. 1205-ben már a Valva nemzetség birtoka volt. 1590-ben 71 házat számláltak össze a településen.
A második világháború végén, 1945 április 2. és 20. között a község heves harcok színterévé vált. Ezek során több polgár életét vesztette és számos épület romba dőlt. Fallbachot április 21-én foglalta el a Vörös Hadsereg, de Hanselburg várának romjai között a Waffen-SS egy kis egysége elsáncolta magát és egészen a fegyverletételig, május 8-ig sikerült kitartaniuk. 

## Lakosság
A fallbachi önkormányzat területén 2021 januárjában 802 fő élt. A lakosságszám 1910-ben érte el a csúcspontját 1574 fővel, azóta csökkenő tendenciát mutat. 2019-ben az ittlakók 95,8%-a volt osztrák állampolgár; a külföldiek közül 1,3% a régi (2004 előtti), 1,7% az új EU-tagállamokból érkezett. 2001-ben a lakosok 93,8%-a római katolikusnak, 4,4% pedig felekezeten kívülinek vallotta magát. Ugyanekkor a 848 német anyanyelvű mellett 3-3 magyar, cseh és szerb élt a községben. 
A népesség változása:

| 2016 | 817 |
| 2018 | 819 |

## Látnivalók
- a hagenbergi kastély

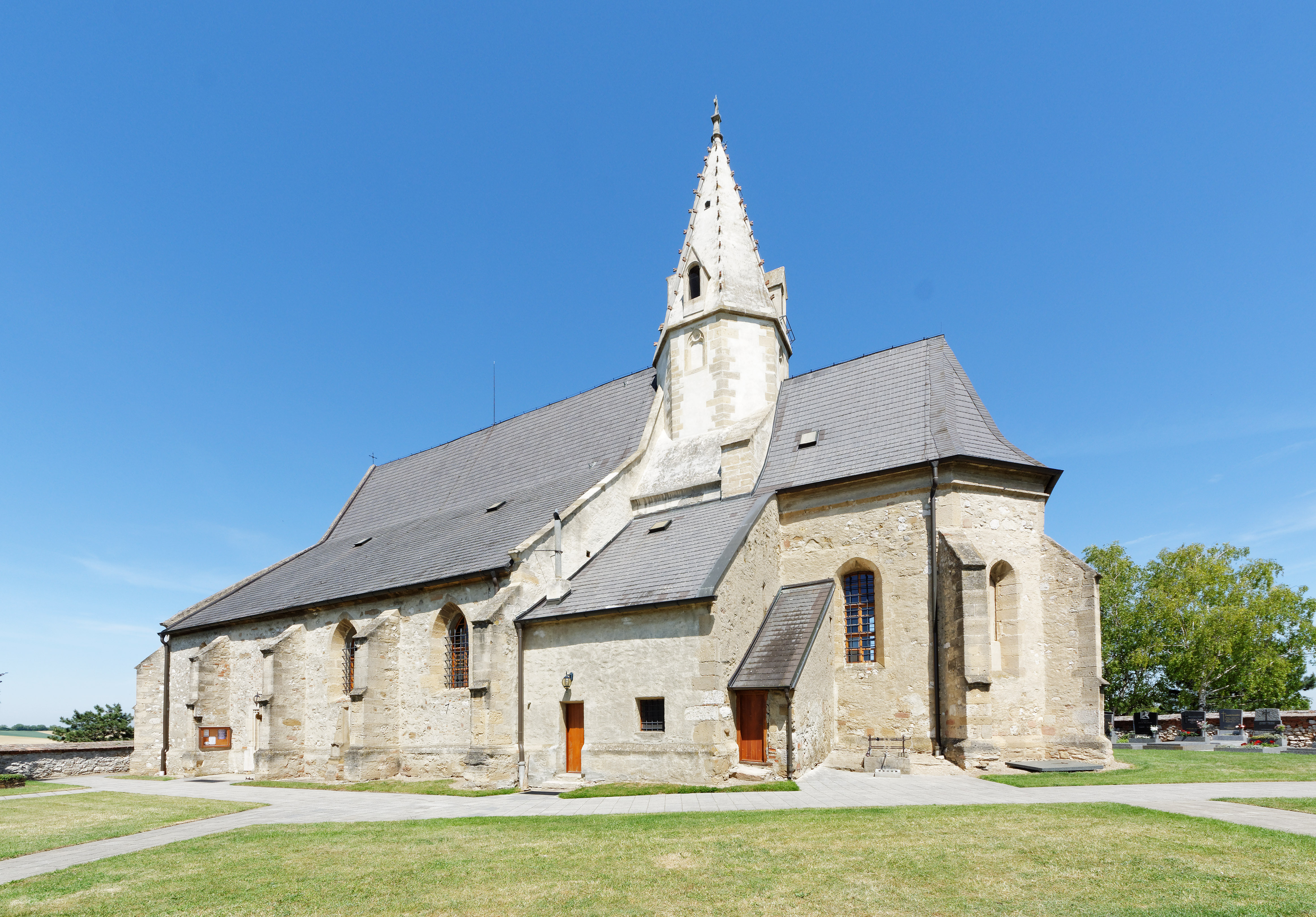
A Szt. Lambert-plébániatemplom

- a loosdorfi kastély benne ólomkatonamúzeummal
- Hanselburg várának romjai
- a Szt. Lambert-plébániatemplom
- a hagendorfi falumúzeum és esztergamúzeum

## Híres fallbachiak
- Alexander Bach (1813–1893), politikus, belügyminiszter

## Fordítás
- Ez a szócikk részben vagy egészben  a   Fallbach című német Wikipédia-szócikk ezen változatának fordításán alapul.  Az eredeti cikk szerkesztőit annak laptörténete sorolja fel. Ez a jelzés csupán a megfogalmazás eredetét és a szerzői jogokat jelzi, nem szolgál a cikkben szereplő információk forrásmegjelöléseként.